# Eupithecia coniurata
Eupithecia coniurata är en fjärilsart som beskrevs av András Vojnits 1979. Eupithecia coniurata ingår i släktet Eupithecia och familjen mätare. Inga underarter finns listade i Catalogue of Life.